# Metropolregion Bogotá
Die Metropolregion von Bogotá (spanisch Área Metropolitana de Bogotá) ist die größte Metropolregion Kolumbiens und Bogotá eine der am schnellsten wachsenden Weltstädte. Sie stand 2019 an 36. Stelle in der Liste der größten Metropolregionen der Welt. Heute wird die Einwohnerzahl der Millionenstadt auf 9,9 Millionen Personen geschätzt (Stand 2019). Bis 2030 soll die Einwohnerzahl auf 12 Millionen ansteigen. Bogotá ist die viertgrößte Stadt Südamerikas.
Der Großraum Bogotá bildet den so genannten Hauptstadtdistrikt (Distrito Capital, abgekürzt D.C.), der direkt der Zentralregierung untersteht, und hat damit einen vergleichbaren Sonderstatus wie Washington, D.C. in den USA. Dazu kommen insgesamt 23 Gemeinden (municipios) mit mehr als 9.348.588 Einwohnern (Stand 2015) in der Sabana de Bogotá („Savanne von Bogotá“). Die Metropolregion erstreckt sich in der längsten Nord-Süd-Ausdehnung über 233 km, im äußersten Norden von der Gemeinde Cogua an der Grenze zum Departamento de Boyacá bis zu den letzten Ausläufern des Naturparks Sumapaz im Süden. Die größte West-Ost-Ausdehnung beträgt ca. 220 km.
Innerhalb der Sabana de Bogotá gibt es vier Hauptzentren. Neben der Stadt Bogotá mit ihrem Hauptstadtbezirk drei weitere: Facatativá, Chía und Zipaquirá. Bogotá ist nicht nur das Ballungszentrum der Metropolregion, sondern auch des gesamten Landes und des Nordens Südamerikas. Hier sind unter anderem Industrie-, Geschäfts-, Gewerbe-, Wohn- und Bildungsbereiche konzentriert. Fast alle umliegenden Städte und Gemeinden sind Schlafstädte der Kapitale. 
Das größte Problem, das die Metropolregion beschäftigt, ist der enorme Verkehr und die damit verbundenen Pendlerströme. Alleine von der Stadt Soacha im Süden pendeln täglich 250.000 Beschäftigte in die Hauptstadt. Andere Schlafstädte wie Chía, Mosquera, Cota und Zipaquirá haben ähnlich hohe Zahlen. Der Zeitaufwand für diese Pendler ist ebenso beträchtlich und kann für Hin- und Rückfahrt bis zu vier Stunden einnehmen. Eine geplante RegioTram, die zumindest die westlichen Gemeinden der Sabana de Bogotá besser an die Metropole anschließt, soll ab 2020 gebaut werden. Die Zeitersparnis für Pendler beträgt etwa 960 Stunden (40 Tage) pro Jahr.

## Gemeinden der Metropolregion Bogotá
| Bogotá D.C.                 | 1587 | 8.281.030 | 5.218 | 2.640 |
| Bojacá                      | 109  | 12.749    | 117   | 2.598 |
| Cajicá                      | 51   | 61.549    | 1.207 | 2.558 |
| Chía                        | 79   | 138.822   | 1.757 | 2.600 |
| Cogua                       | 136  | 24.092    | 177   | 2.600 |
| Cota                        | 55   | 26.980    | 491   | 2.566 |
| El Rosal                    | 166  | 18.847    | 114   | 2.685 |
| Facatativá                  | 158  | 141.762   | 897   | 2.586 |
| Funza                       | 70   | 80.937    | 1.156 | 2.548 |
| Gachancipá                  | 44   | 16.043    | 365   | 2.568 |
| La Calera                   | 485  | 28.908    | 60    | 2.746 |
| Madrid                      | 121  | 83.612    | 691   | 2.554 |
| Mosquera                    | 107  | 91.282    | 853   | 2.516 |
| Nemocón                     | 94   | 14.356    | 153   | 2.600 |
| Sibaté                      | 125  | 41.255    | 330   | 2.700 |
| Soacha                      | 184  | 556.268   | 3.023 | 2.565 |
| Sopó                        | 111  | 29.120    | 262   | 2.650 |
| Subachoque                  | 212  | 17.387    | 82    | 2.663 |
| Tabio                       | 74   | 29.731    | 402   | 2.569 |
| Tenjo                       | 108  | 20.269    | 188   | 2.685 |
| Tocancipá                   | 73   | 35.439    | 485   | 2.605 |
| Zipacón                     | 70   | 5.808     | 83    | 2.550 |
| Zipaquirá                   | 197  | 130.432   | 662   | 2.650 |
| Total                       | 4416 | 9.886.678 | 2.239 | -     |
| Schätzung für 2019 von DANE |      |           |       |       |